# Paolo Biscaretti di Ruffia
Paolo Biscaretti di Ruffia (Torino, 8 gennaio 1912 – Milano, 8 luglio 1996) è stato un costituzionalista italiano.

## Biografia
Paolo Biscaretti di Ruffìa era figlio di Guido, ammiraglio di squadra e senatore del Regno, e di Antonia Voli.
Dopo aver ottenuto la maturità classica al liceo Tasso di Roma, Paolo Biscaretti si iscrisse alla Facoltà di Giurisprudenza dell’Università La Sapienza, dove si laureò con i pieni voti e la lode e divenne assistente del prof. Luigi Rossi alla Facoltà di Scienze Politiche e poi del prof. Santi Romano alla Facoltà di Giurisprudenza. Dopo aver ottenuto la libera docenza nel 1938, Biscaretti risultò vincitore del concorso di diritto costituzionale nel 1939 e prese servizio, nel 1941, presso l’Università degli Studi di Catania, dove rimase sino all’anno accademico 1948/49. L’anno successivo prese servizio presso la Facoltà giuridica dell’Università degli Studi di Pavia. A partire dall’anno accademico 1962/63 Biscaretti venne chiamato a ricoprire la cattedra di diritto costituzionale alla Facoltà di Giurisprudenza dell’Università degli Studi di Milano, ove rimase fino al collocamento in pensione nel 1987. Nel corso della propria carriera, insegnò anche presso le Università di Pisa, Firenze e, per molti anni, presso l’Università Bocconi di Milano.
Il prof. Biscaretti fu, inoltre, docente di diritto costituzionale italiano e comparato presso le Facoltà di Scienze Politiche delle Università di Pavia e Milano..

## Attività scientifica
Autore assai versatile, il prof. Biscaretti pubblicò quasi duecento opere, tra le quali vanno ricordate, nel periodo pre-bellico, La proposta nel diritto pubblico, del 1936, il Contributo alla teoria giuridica della formazione degli Stati, del 1938 e Le norme della correttezza costituzionale, del 1939. Nell’immediato dopoguerra Biscaretti pubblicò una voluminosa monografia intitolata Lo Stato democratico moderno (Milano, 1946), nella quale venivano anticipati molti temi poi oggetto di dibattito all’Assemblea Costituente. Detto volume diede origine al popolare manuale di diritto costituzionale (XV ed., 1989) tradotto in spagnolo e portoghese. Altrettanto popolare, tra gli studiosi e gli studenti, fu il manuale di diritto costituzionale comparato (VI ed., 1988) tradotto in spagnolo e ristampato in tale lingua ancora nel 2006.
Proprio con riferimento a tale ultima materia, Biscaretti ha contribuito in maniera determinante al suo rinnovamento, sia nella dottrina sia nell’insegnamento. In particolare, lo studioso torinese ha dedicato numerosi lavori allo studio del diritto dei paesi socialisti, che riteneva generalmente trascurati dalla dottrina italiana. Tra di essi vanno ricordate le due monografie, dedicate alla Costituzione cinese del 1975 (Milano, 1977) e alla Costituzione sovietica del 1977 (in collaborazione con G. Crespi Reghizzi, Milano, 1979), nonché, pochi anni dopo, il saggio su La Costituzione della Repubblica Popolare cinese del 1982: principi generali – ordinamento dello Stato, in Mondo cinese, 1983, n. 43. Va poi segnalata, quasi a suggello dei propri studi nella materia, la rassegna bibliografica sugli Stati socialisti, apparsa in Quaderni costituzionali, 1985, n. 1. Assai apprezzata è stata, infine, la raccolta di costituzioni straniere contemporanee, in due volumi, apparsa nel 1970 e più volte aggiornata per dare conto delle più recenti modifiche costituzionali (VI ed., 1994/1996).
Gli interessi del prof. Biscaretti per il diritto costituzionale comparato hanno trovato sbocco anche nella feconda collaborazione, per oltre trent’anni, con l’Istituto per la Scienza dell’Amministrazione Pubblica (ISAP), di Milano. Nell’ambito di tale istituto il Biscaretti ha approfondito lo studio dell’amministrazione pubblica comparata, con l’approfondimento delle esperienze straniere nel settore e il loro confronto con l’amministrazione pubblica italiana.

## Onorificenze
Medaglia d’oro quale benemerito della scuola della cultura e dell’arte – 2 giugno 1980

Commendatore dell’Ordine al Merito della Repubblica italiana – 27 dicembre 1987

Professore emerito dell’Università degli Studi di Milano – 14 maggio 1988.